# Zarritap
Zarritap – wieś w Armenii, w prowincji Wajoc Dzor. W 2011 roku liczyła 1380 mieszkańców.